# Betty Mould-Iddrisu
Betty Mold-Iddrisu (sinh ngày 22 tháng 3 năm 1953 ) là một luật sư và chính trị gia người Ghana. Bà là Bộ trưởng Bộ Giáo dục ở Ghana. Sự tham gia trực tiếp đầu tiên của bà vào chính phủ Ghana là Tổng chưởng lý và Bộ trưởng Tư pháp Ghana từ năm 2009 . Trước đó, bà từng là Trưởng phòng Pháp chế và Hiến pháp của Ban Thư ký Khối thịnh vượng chung ở London. bà là người phụ nữ đầu tiên phục vụ trong khả năng này ở Ghana. Mold-Iddrisu từng là một trong những người được cho là ứng cử viên có khả năng được đề cử cho Phó Tổng thống Ghana trong tấm vé của Quốc hội Dân chủ Quốc gia (NDC).

## Giáo dục
Betty đã học tại Học viện Accra cho giáo dục trung học của mình. Bà có bằng cử nhân Luật (LLB) từ Đại học Ghana, Legon từ năm 1973 đến 1976. Trình độ học vấn của bà bao gồm Bằng thạc sĩ năm 1978 từ Trường Kinh tế Luân Đôn. Trong khoảng thời gian từ 1990 đến 2000, tại thời điểm bà đang hoàn thành nhiệm vụ của mình tại Ban Thư ký Khối thịnh vượng chung ở London, bà đã giảng dạy tại khoa luật của Đại học Ghana, cũng xuất bản nhiều bài báo và bài báo về sở hữu trí tuệ.

## Tổng chưởng lý Ghana
Năm 2003, bà được bổ nhiệm làm Giám đốc Ban Pháp chế và Hiến pháp của Ban Thư ký Khối thịnh vượng chung, một tổ chức liên chính phủ gồm 53 quốc gia thành viên có trụ sở tại London. Một số điểm nổi bật trong thời gian của bà tại Ban Thư ký bao gồm giám sát việc thực thi các nhiệm vụ trong khu vực của tội phạm xuyên quốc gia, chống khủng bố và luật nhân đạo quốc tế. Bà giám sát việc thực hiện các chương trình của Ban thư ký về chống tham nhũng, thu hồi tài sản và đạo đức tư pháp. Ngoài ra, bà đã thực hiện các chương trình pháp lý đa dạng thông qua cải cách tư pháp, soạn thảo lập pháp và xây dựng năng lực trong lĩnh vực pháp lý trong Cộng đồng chung giữa những người khác.
Bà đã đưa ra lời khuyên cho các nguyên thủ quốc gia, các bộ trưởng và bà thường xuyên được kêu gọi đưa ra lời khuyên cấp cao cho các chính phủ, chính trị gia và xã hội dân sự. Bà cũng cố vấn cho các quốc gia thành viên trong các lĩnh vực của luật pháp quốc tế, luật hiến pháp và nhân quyền và tổ chức các cuộc họp cấp bộ trưởng và cấp cao. Bà đứng đầu Nhóm Thư ký của Nhóm Quan sát viên Bầu cử cho Cuộc bầu cử ở Ugandan năm 2006.
bà đóng vai trò là cố vấn pháp lý nội bộ cho Tổng thư ký và Ban thư ký. Trong khả năng đó, bà quản lý một đội ngũ luật sư từ nhiều nguồn gốc khác nhau và chịu trách nhiệm quản lý ngân sách phân chia và tìm nguồn cung ứng cho các nguồn lực ngân sách bổ sung. Bà cũng hỗ trợ Tổng thư ký và hai phó của ông trong ban quản lý Ban thư ký và đại diện cho ban thư ký tại Toà án và Tòa án. Bà đã tuyên thệ vào tháng 2 năm 2009 với tư cách là Bộ trưởng Bộ Tư pháp và Tổng chưởng lý bởi Ngài Giáo sư JEA Mills, Tổng thống Cộng hòa Ghana. Bạn chỉ có thể bảo vệ quyền tự do của mình trong thế giới này bằng cách bảo vệ quyền tự do của người kia. Bạn chỉ có thể được tự do nếu tôi rảnh.

## Từ chức
bà đã từ chức từ chính phủ vào tháng 1 năm 2012. Những lý do không được công khai. Đây là một vài ngày sau khi người kế nhiệm bà là Tổng chưởng lý bị Tổng thống sa thải. bà đã chịu áp lực liên quan đến một vụ án khi bà đang làm Tổng chưởng lý. bà đã thành công tại Bộ Giáo dục bởi Enoch Teye Mensah.